# Souligné-sous-Ballon
Souligné-sous-Ballon là một xã trong tỉnh Sarthe ở tây bắc nước Pháp. Xã này nằm ở khu vực có độ cao từ 51-203 mét trên mực nước biển.